# (1326) Losaka
(1326) Losaka est un astéroïde de la ceinture principale découvert le 14 juillet 1934 à l'Observatoire de l'Union à Johannesbourg par l'astronome sud-africain Cyril V. Jackson.

## Historique
Sa désignation provisoire, lors de sa découverte le 14 juillet 1934, était 1934 NS.
Le nom Lusaka, capitale de la Zambie, lui fut ensuite donné.